# Jacques de Fouchier
Pour les articles homonymes, voir Fouchier.
Jacques Marie Maurice de Fouchier, né le 18 juin 1911 au Pecq et mort le 11 mars 1997 à Paris 13e, est un haut fonctionnaire et banquier français.

## Biographie
Fils de Louis de Fouchier, président de chambre à la Cour des comptes, et frère de Louis de Fouchier (PDG du Crédit du Nord), il suit ses études au lycée Louis-le-Grand, obtient une licence en lettres à la Faculté des lettres de Paris ainsi qu'une licence en droit à la Faculté de droit de Paris, et sort diplômé de l'Institut d'études politiques de Paris.
Il devient successivement inspecteur des finances en 1934, sous-directeur du Trésor en 1942, puis directeur-adjoint des Relations économiques extérieures de 1944 à 1946.
Jacques de Fouchier créé l'Union financière d'entreprises françaises et étrangères (UFEFE) en 1946, devenu l'Union française de banques (UFB) en 1950. L'année suivante, en 1951, il fonde l’Union de crédit pour le bâtiment (UCB), puis, en 1953, la Compagnie pour le financement des équipements électro-ménagers (Cetelem). Fouchier créé la Compagnie bancaire en 1959 pour regrouper ces sociétés.
Il devient vice-président de la Banque de Paris et des Pays-Bas (Paribas) en 1967.
En 1969, Jacques de Fouchier devient président de la Banque de Paris et des Pays-Bas, dont il fit le principal actionnaire de la Compagnie bancaire. Il conserve la présidence de Paribas jusqu'en 1978, puis la reprend de 1981 à 1982, et en devient président d'honneur.
Il fut également président-directeur général de la Compagnie financière de Paribas et président de l'Union française de banques.
Un prix de l'Académie française porte son nom.

## Publications
- Le crédit différé, 1956
- La création des entreprises : conférence donnée le 24 octobre 1963 à l'École nationale d'administration devant les élèves de la promotion Pascal, 1963
- Note sur les problèmes posés par l'environnement économique extérieur au cours du VIe plan, 1970
- Groupement des représentants des banques étrangères à Paris, 1971
- Le goût de l'improbable, Fayard, 1984
- La banque et la vie, éditions Odile Jacob, 1989

### Sources
- Hervé Joly, Danièle Fraboulet, Patrick Fridenson, Alain Chatriot, Dictionnaire historique des patrons français
- Jacques de Fouchier apparaît dans La voix de son maître (1978), film de Gérard Mordillat et Nicolas Philibert